# Wilhelm Mithoff
Hector Wilhelm Heinrich Mithoff (* 13. Juni 1811 in Uelzen; † 20. März 1886 in Hannover) war ein deutscher Architekt und „Kunstschriftsteller“ sowie Zeichner.
Mithoff arbeitete etwa mit Conrad Wilhelm Hase bei der Restaurierung der Michaeliskirche in Hildesheim zusammen, die heute zum Weltkulturerbe gehört. Sein bedeutendstes Werk ist jedoch „das erste flächendeckende Kunstdenkmälerinventar des Königreichs Hannover“.

## Leben

### Familie
Wilhelm Mithoff entstammte dem alten, seit 1430 zunächst in Neustadt am Rübenberge und später insbesondere in Hannover ansässigen Bürgergeschlecht Mithoff (auch: Mithobe, Mithobius, Mithof), von dem mitten im Dreißigjährigen Krieg ein Zweig in den Reichsadelstand erhoben wurde. Mithoffs Vater Carl Friedrich Wilhelm Mithoff war ebenfalls Architekt, ab 1819 Hofbaumeister und ab 1825 Oberlandbaumeister in Celle; mit ihm wurde und wird der – schriftstellerisch bekanntere – Sohn oft verwechselt.

### Ausbildung und Wirken
Wilhelm Mithoff durchlief eine Ausbildung als Baueleve bei der königlichen Hofbauverwaltung in Hannover unter dem Architekten Georg Ludwig Comperl und wurde seitdem in Hannover bei den dortigen staatlichen Baubehörden beschäftigt.
In den 1830er Jahren war Mithoff Schüler des Architekten und späteren Autors Georg Moller, arbeitete später auch mit Georg Ludwig Friedrich Laves zusammen.
1835 bis 1837 ging Mithoff auf Studienreise in Deutschland, Italien und Frankreich, während der er in Paris mit dem Architekten Henri Labrouste zusammenkam. Ebenfalls 1837 begann er – gemeinsam mit dem Architekten Heinrich Ludwig Krüger – mit dem Neubau des bis 1842 fertiggestellten Oberlandesgerichts Celle, unterbrochen 1838/39 durch eine zweite Studienreise nach Italien, die er teilweise mit seinem Freund Ernst Gladbach absolvierte und rückblickend als „einen der schönsten Abschnitte aus meinem Leben“ bezeichnete.
Ab 1839 wurde Mithoff bei der königlichen Domainenkammer und der Klosterkammer Hannover tätig. In dieser Zeit arbeitete er 1850 mit Conrad Wilhelm Hase zusammen während der Restaurierung der Michaeliskirche in Hildesheim. Ab 1858 wirkte Mithoff als Baureferent im Ministerium des Königlichen Hauses und des Oberhof-Marschall-Departements. Schließlich wurde er 1866 als Oberbaurat in das Finanz-Departement versetzt.
Erst nach seinem Austritt aus dem nunmehr preußischen Staatsdienst 1868 begann Mithoff als Privatgelehrter „aus eigenem Antriebe und ohne jede Staats-Unterstützung“ mit der Vertiefung seiner zuvor nebenbei gepflegten bau- und kunstgeschichtlichen Arbeiten, die zu Mithoffs Hauptwerk werden sollten. Der später im renommierten Centralblatt der Bauverwaltung als „Kunstgelehrter und als Förderer der Baugeschichte seines Heimtlandes Hannover“ gerühmte Mithoff schuf das erste flächendeckende Inventar der Kunstdenkmäler und Altertümer im späteren Niedersachsen. Die von 1870 bis 1881 erschienenen sieben Bände (siehe Abschnitt Schriften) galten schon in den 1880er Jahren als „Muster und Vorläufer“ für die seither erschienenen deutschen Denkmälerverzeichnisse. Ergänzt wurden diese Grundlagenwerke durch die schon 1866 vorgelegte, lexikalische Veröffentlichung Mittelalterliche Künstler und Werkmeister Niedersachsens und Westfalens sowie durch Fachaufsätze in der Zeitschrift Archiv für Niedersachsens Kunstgeschichte.
Mithoff war Mitglied im Hannoverschen Künstlerverein und 1851 Mitbegründer des Architekten- und Ingenieur-Vereins Hannover (AIVH).

## Ehrungen
- Noch in seinem Todesjahr 1886 benannte die Stadt Hannover die neu angelegte Mithoffstraße in der Südstadt zu seinen Ehren.[14][15]

## Werke

### Bauten (sofern bekannt)

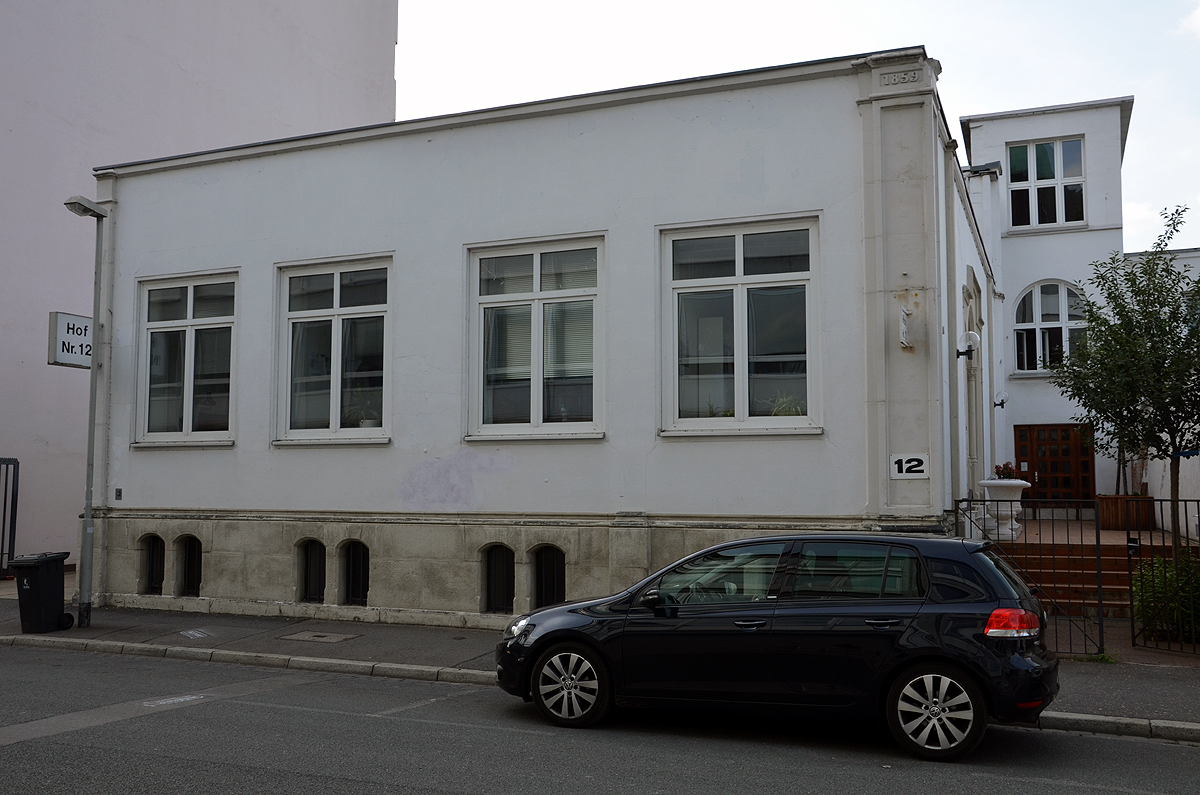
Stiftstraße 12 in Hannover-Mitte: Reste der 1862 erbauten eigenen Villa Mithoffs, heute zum Bürogebäude umgestaltet

Durch die Luftangriffe auf Hannover im Zweiten Weltkrieg wurde 1943 das Bauamtshaus „zerstört und mit ihm erhebliche Teile dort gelagerter historischer Dokumente“. Kurze Zeit darauf ging durch die Hochwasserkatastrophe von 1946 „die Überlieferung der Stadtgeschichte des 19. Jahrhunderts [durch das Stadtarchiv Hannover] zu 80% verloren“. Daher sind auch nicht mehr alle Werke Mithoffs bekannt und heute Gegenstand erneuter Forschung.
- 1837–1842 (mit Landbauinspektor Heinrich Ludwig Krüger): Celle, Oberlandesgericht; erhalten[12]
- 1840er Jahre, Hannover: Bauaufnahmen von Bürgerhäusern, dem Rathaus etc.[12]
- um 1850: Walsrode: Kanzelwand für die von Ludwig Hellner bis 1850[17] erbaute evangelisch-lutherische Kirche St. Johannis,[12] der dann von dem Bildhauer Ludwig Taeger und dem Maler Carl Oesterley sen. ausgeführt wurde[18]
- 1852 Hannover, Leinstraße/Ecke Mühlenstraße: Renaissance-Bürgerhaus (Haus der Väter)[12]
  - 1852 wegen Erweiterung des Leineschlosses abgerissen[12]
  - 1852 Wiederaufbau in der Langen Laube 3 als Wohnhaus für den Maler Carl Oesterley (im Zweiten Weltkrieg zerstört)[12]
  - 1957 Wiederverwendung von Fassadenelementen beim Neubau des Hauses Leinstraße 33[12]
- 1857–1861 Winzenburg: Neubau der römisch-katholischen Kirche St. Mariä Geburt[12]
- 1862 Hannover, Stiftstraße 12: Wohnhaus Mithoff; in Resten erhalten[12]

### Schriften (unvollständig)

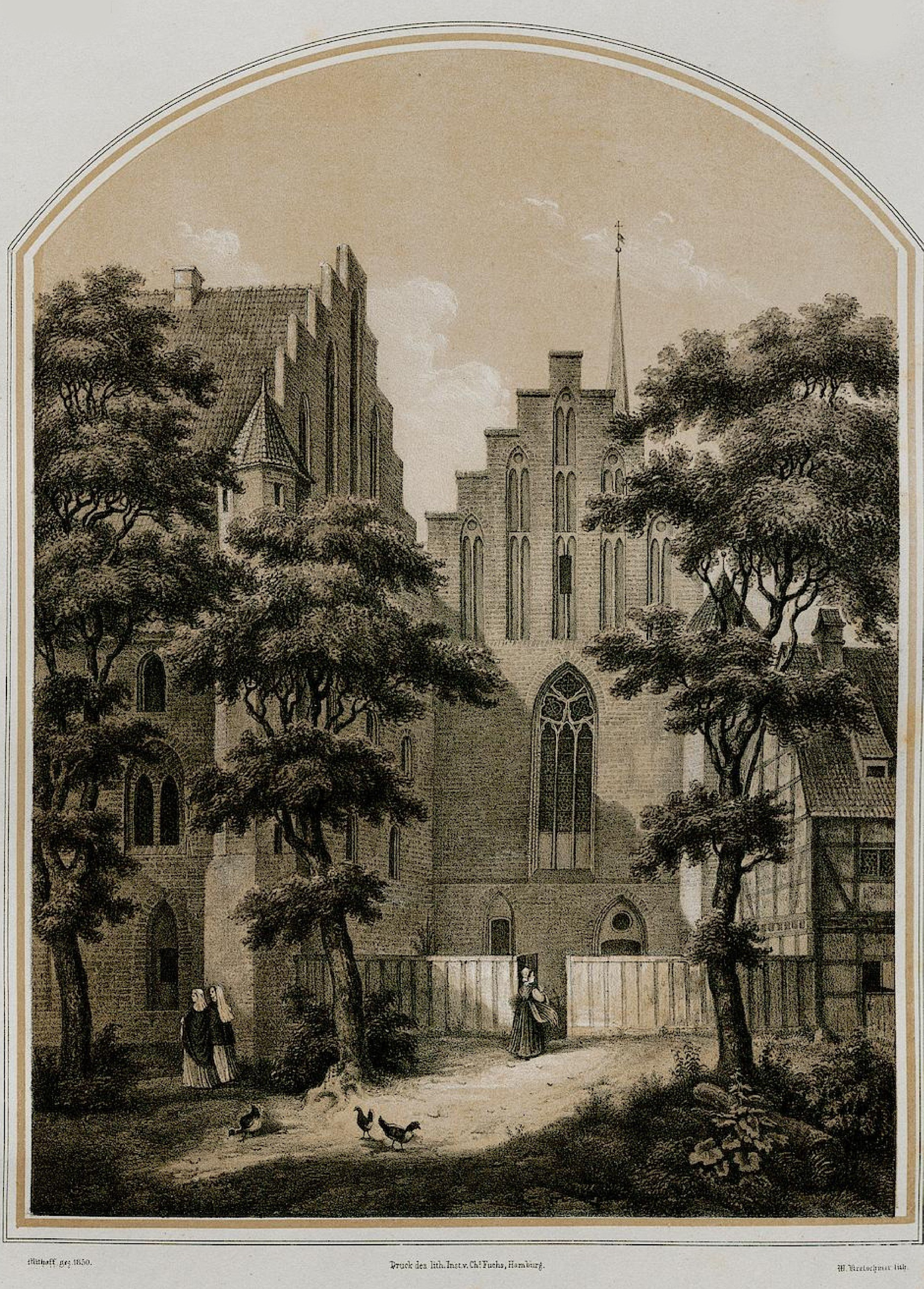
Lithographie von Wilhelm Kretschmer nach einer Zeichnung Mithoffs des Klosters Wienhausen

- Mittelalterliche Künstler und Werkmeister Niedersachsens und Westfalens. Hannover 1866; archive.org.
  - 2., umgearbeitete und vermehrte Ausgabe, Helwing, Hannover 1885; Digitalisat der Universitäts- und Landesbibliothek Düsseldorf
- Archiv für Niedersachsens Kunstgeschichte. Eine Darstellung mittelalterlicher Kunstwerke in Niedersachsen und nächster Umgebung, Hannover: Hellwing’sche Hofbuchhandlung, 1849–1862; Bände 1–3 digitalisiert über die Universitätsbibliothek Heidelberg; mit Lithographien nach Zeichnungen Mithoffs durch Julius Giere und Wilhelm Kretschmer:
  1. Abtheilung: Mittelalterliche Kunstwerke in Hannover; Digitalisat
  2. Abtheilung: Das Kloster Wienhausen bei Celle; Digitalisat
  3. Abtheilung: Mittelalterliche Kunstwerke in Goslar; Digitalisat
- Ergebnisse aus mittelalterlichen Lohnregistern der Stadt Hannover. In: Zeitschrift des Historischen Vereins für Niedersachsen. Bd. 33, 1867, S. 171–213; Bd. 34, 1868, S. 190–242; Bd. 35, S. 153–234; Bd. 36, 1870, S. 97–163; Bd. 37, 1871, S. 129–226 (siehe Nachweis der Digitalisate bei Wikisource)
- Kunstdenkmale und Alterthümer im Hannoverschen. 7 Bände. Hellwing, Hannover 1871–1880; zum Teil mit Tafeln und Holzschnitten, mit einem Schlusswort mit Übersichtskarte und Ortsregister zu den Bänden 1–7; zum Teil digitalisiert:
  - Band 1: Fürstenthum Calenberg; 1871; Digitalisat. Bayerische Staatsbibliothek; archive.org.
  - Band 2: Fürstenthümer Göttingen und Grubenhagen nebst dem hannoverschen Theile des Harzes und der Grafschaft Hohnstein; 1873; Digitalisat durch Google-Bücher
  - Band 3: Fürstenthum Hildesheim nebst der ehemals freien Reichsstadt Goslar; 1875; Digitalisat der Universitätsbibliothek Braunschweig.
  - Band 4: Fürstenthum Lüneburg
  - Band 5: Herzogthümer Bremen und Verden nebst dem Lande Hadeln, Grafschaften Hoya und Diepholz; 1878; Digitalisat. GDZ
  - Band 6: Fürstenthum Osnabrück, Niedergrafschaft Lingen, Grafschaft Bentheim und Herzogthum Arenberg-Meppen; 1879; Digitalisat. GDZ
  - Band 7: Fürstenthum Ostfriesland und Harlingerland, 1880
- Mittheilungen über die Familie Mithoff bürgerlicher und geadelter Linie. Als Manuscript gedrucktes Familienbuch. Mit 3 photolithographischen Nachbildungen [Tafeln] und einem gravierten Stammbaum. Friedrich Culemann, Hannover 1881; Digitalisat. Universitäts- und Landesbibliothek Düsseldorf.

### Nachlass
Der Nachlass von Mithoff „mit zahlreichen Skizzen und Zeichnungen, von denen nur ein kleiner Theil veröffentlicht worden ist“ ging in den Besitz des Künstlervereins zu Hannover (in dem er Mitglied war) und ist verschollen.